# Alexei Petrow (Skispringer)
Alexei Petrow (russisch Алексей Петров) ist ein ehemaliger sowjetischer Skispringer.

## Werdegang
Petrow bestritt mit der Vierschanzentournee 1974/75 sein erstes und einziges internationales Turnier. Bereits beim Auftaktspringen auf der Schattenbergschanze in Oberstdorf gelang ihm mit dem 14. Platz das beste Einzelergebnis der Tournee. Auf der Großen Olympiaschanze in Garmisch-Partenkirchen sprang Petrow beim Neujahrsspringen nur auf den 39. Platz. Nachdem er wenig später auf der Bergiselschanze in Innsbruck erneut auf einen guten 20. Platz sprang, beendete er die Tournee in Bischofshofen auf der Paul-Außerleitner-Schanze mit einem enttäuschenden 63. Platz. Insgesamt gewann Petrow 737,8 Punkte und erreichte damit Platz 31 in der Tournee-Gesamtwertung.

## Erfolge

### Vierschanzentournee-Platzierungen
| Saison  | Platz | Punkte |
| ------- | ----- | ------ |
| 1974/75 | 31.   | 737,8  |